# District de Thạnh Trị
Thạnh Trị est un district de la province de Sóc Trăng dans le delta du Mékong au sud du Viêt Nam. 

## Géographie
La superficie de Thạnh Trị est de 281 km2. 
Le chef-lieu du district est Phú Lộc.